# アミオ 350

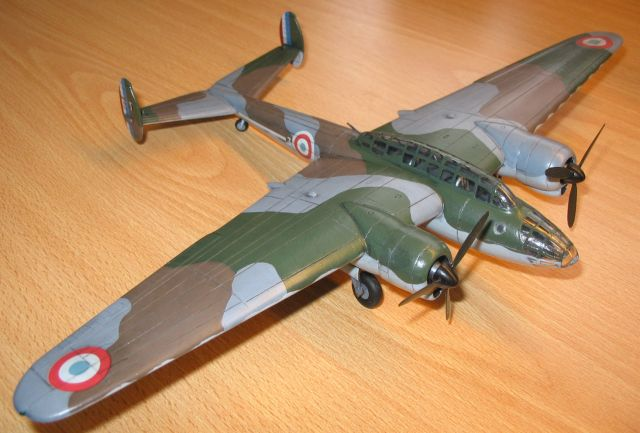
アミオ351双尾翼型の模型

アミオ 350 (Amiot 350) は、フランスのアミオ社によって開発された双発爆撃機である。原型は郵便機であるアミオ 341で1934年に初飛行したが、これを爆撃機化したのがアミオ350シリーズで350から354までの型があった。1937年12月6日に初飛行。機体は全金属製、テーパーの大きい中翼式の主翼を持ち、空冷星型エンジンを2基取り付けている。これらの型の間の主な相違点は尾翼の形状と搭載するエンジンの種類であった。
1939年からアミオ351の量産が開始され、続けてさらにエンジンを強化したアミオ354の量産が開始された。これらの機体はそれまでの旧式のフランス製爆撃機よりもはるかに優れた性能を示したため、フランス空軍ではLeO451と共に爆撃機部隊の柱として期待していた。しかし生産が遅れフランス降伏前に部隊配備された機体数はわずかで、ほとんど実戦に参加せずに終わった。休戦後は、残った機体をヴィシー政府やドイツ軍が連絡機や輸送機として使用した。

## 派生型
アミオ350

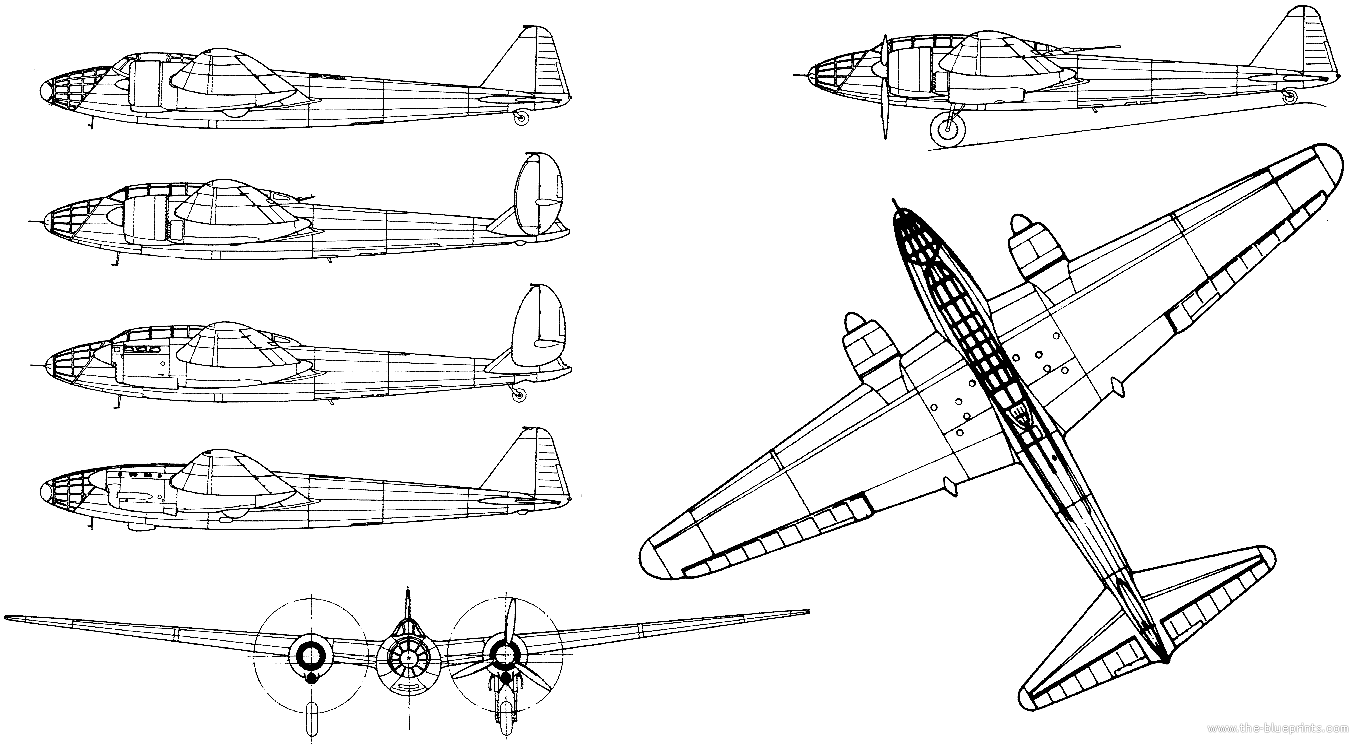
派生型

発動機をイスパノスイザ12Y28としたもの。
アミオ351
発動機をノームローン 14N38としたもの。
アミオ352
発動機をイスパノスイザ12Y50としたもの。計画のみ。
アミオ353
発動機をロールス・ロイス マーリンIIIとしたもの。
アミオ354
発動機をノームローン14N48とし、双尾翼から単尾翼に戻したもの。
アミオ356
発動機をロールス・ロイス マーリンXとしたもの。計画のみ。
　アミオ370
発動機をイスパノスイザ12Yirsとしたもの。尾翼は単尾翼を採用し、涙適風防が廃止された。1機のみ。

## スペック
- 全長：14.50 m
- 全幅：22.83 m
- 全高：4.06 m
- 全備重量：11,285 kg
- エンジン：ノームローン14N　空冷14気筒 1,140 hp × 2
- 最大速度：479 km/h
- 実用上限高度：10,000 m
- 航続距離：2,500 km
- 武装
  - 爆弾1,000kg
  - 20mm機関砲 × 1
  - 7.5mm機関銃 × 2
- 乗員 4名